# Roland Linz
Roland Linz (Leoben, 1981. augusztus 9. –) osztrák labdarúgó, aki csatárként játszik. Jelenleg az Austria Wien játékosa az Osztrák Bundesligában, valamint az osztrák labdarúgó-válogatottban.